# 하비에르 우루티코에체아
프란시스코 하비에르 곤살레스 우루티코에체아(스페인어: Francisco Javier González Urruticoechea; 1952년 2월 17일, 바스크 지방 산 세바스티안 ~ 2001년 5월 24일, 카탈루냐 지방 에스플루게스 데 료브레가트)는 스페인의 전 축구 선수로, 현역 시절 골키퍼로 활약했다.
그는 플러트코 페렌츠, 안토니 라마예츠, 후안 벨라스코, 그리고 리카르도 사모라와 같은 화려한 골키퍼 계보로 알려진 바르셀로나와 레알 소시에다드, 그리고 에스파뇰에서 16시즌 가까이 307번의 라 리가 경기에 출전하여 큰 족적을 남겼다.
우루티는 스페인 국가대표팀 일원으로 3차례 FIFA 월드컵에 참가하기도 했다. 2001년, 그는 바르셀로나 인근에서 교통사고로 사망하였다.

## 클럽 경력
우루티는 기푸스코아 주 산 세바스티안 사람으로, 우루티는 렌고코아크 유소년부에서 축구를 하다가 1969년에 레알 소시에다드 일원이 되어 2군 소속으로 3년을 보냈다. 이후 라 리가 무대에서는 소속 구단의 주전 골키퍼 자리를 놓고 전설적인 루이스 아르코나다와 흥미로운 경쟁을 이어갔다.
주전 경쟁이 아르코나다의 승리로 끝나면서, 우루티는 에스파뇰로 이적하였는데, 이곳에서 활약하면서 1981년에 돈 발론 올해의 국내 선수상을 받았고, 그 시즌이 끝나고 도시 반대편으로 건너가 바르셀로나에 입단하였다.
우루티는 3년차에 리그에서 1경기를 제외하고 전경기 출전하여 최우수 골키퍼로 등극하였다. 그는 테리 베너블스 감독이 이끄는 카탈루냐 연고 구단이 1984-85 시즌에 우승을 거두는 데에 주축 선수로 활약하였고, 그 다음 시즌에는 바르셀로나가 유러피언컵 결승전에 오르는 데에 맹활약하였다. 1985년 3월 25일, 그는 바야돌리드와의 경기에서 마히코 곤살레스의 페널티 킥을 막아내어 바르셀로나의 우승에 쐐기를 박았다.
IFK와의 유러피언컵 준결승 2차전에서 우루티는 1차전에서 0-3으로 패한 후 공이 나가고 실점한 것에 대해 심판에 이의를 잘 제기하여 실점을 무효화시켜 승부를 계속 이어나갈 수 있게 했다. 결국 바르셀로나는 동점으로 따라잡고, 승부차기에서 주자를 한 명 막아내고 직접 주자로 나서서 골망을 갈랐다. 그러나, 스테아우아와의 경기는 실망스럽게 끝났는데, 득점 없이 비긴 후 승부차기에서 2명을 막아세웠지만, 상대 루마니아 수문장 헬무트 두카담은 4명의 주자를 모두 막아세웠기 때문이었다.
또다른 바스크 연고 선수인 안도니 수비사레타가 1986년에 아틀레틱 빌바오에서 건너오면서, 우루티는 후보 선수로 밀려났고, 막판 2시즌에는 단 1번의 리그 경기에 출전하는데 그쳤고, 이후 구단의 골키퍼 코치가 되었다. 2001년 5월 24일, 불과 49세의 나이에 바르셀로나 주 에스플루게스 데 료브레가트 순환로의 중앙 칸막이와 충돌하면서 사망했고, 연간 골프 대회인, 하비에르 우루티 추모전이 그를 기리기 위해 개최되었다.

## 국가대표팀 경력
우루티는 2년에 걸쳐 스페인 국가대표팀 경기에 5번 출전했고, 1978년, 1982년, 그리고 1986년 FIFA 월드컵에 참가한 스페인 선수단의 일원이었으며, UEFA 유로 1980에서도 선수단으로 차출되었다. 그가 출전한 첫 국가대표팀 경기는 1978년 3월 29일, 히혼에서 진행된 노르웨이와의 친선경기였다. 그러나, 소속 구단에서 어려움을 겪으면서 국가대표팀 차출 기회를 얻기도 힘들어졌고, 같은 바스크 출신의 아르코나다와 수비사레타를 제치고 국가대표팀에서 자리를 확보할 수 없었다.
우루티는 바스크 국가대표팀 경기에 2번 출전하기도 했다.

## 수상

### 클럽
바르셀로나
- 라 리가: 1984–85
- 코파 델 레이: 1982–83, 1987–88
- 수페르코파 데 에스파냐: 1983
- 코파 데 라 리가: 1983, 1986
- UEFA 컵위너스컵: 1981–82
- 유러피언컵 준우승: 1985–86

### 개인
- 돈 발론 올해의 국내 선수: 1980–81
- 트로페오 리카르도 사모라: 1983–84